# Hrvatska na ZOI 2006.
Hrvatska je na Zimskim olimpijskim igrama u Torinu 2006. nastupila u najbrojnijem sastavu do tada, a niti uspjeh nije izostao jer su osvojene tri medalje, jedna zlatna i dvije srebrne.

## Predstavnici
Hrvatsku delegaciju je u Torinu predstavljalo 24 sportaša i sportašica, u sljedećim sportovima: skijanje (alpsko i nordijsko), biatlon, bob, skeleton i umjetničko klizanje. Hrvatsku zastavu je na otvaranju nosila skijašica Janica Kostelić.

## Osvojena odličja
- vidi desno

## Svi rezultati hrvatskih olimpijaca

### Alpsko skijanje
- Janica Kostelić
  - slalom: 4. mjesto
  - superveleslalom: 2. mjesto (srebrna medalja)
  - kombinacija: 1. mjesto (zlatna medalja)
- Nika Fleiss
  - veleslalom: 19. mjesto
  - slalom: 23. mjesto
  - superveleslalom: 40. mjesto
- Matea Ferk
  - slalom: odustajanje
- Ana Jelušić
  - veleslalom: odustajanje
  - slalom: 15. mjesto
- Ivica Kostelić
  - slalom: 6. mjesto
  - superveleslalom: 31. mjesto
  - kombinacija: 2. mjesto (srebrna medalja)
- Danko Marinelli
  - slalom: odustajanje
- Ivan Olivari
  - superveleslalom: 49. mjesto
- Ivan Ratkić
  - veleslalom: odustajanje
  - superveleslalom: 36. mjesto
- Dalibor Šamšal
  - slalom: odustajanje
- Tin Široki
  - kombinacija: 26. mjesto
- Natko Zrnčić Dim
  - slalom: 33. mjesto
  - veleslalom: 25. mjesto
  - superveleslalom: 35. mjesto
  - kombinacija: 33. mjesto

### Biatlon
- Petra Starčević
  - 7.5 km sprint: 79. mjesto – 28:11.9
  - 15 km pojedinačno: 79. mjesto

### Bob
- Ivan Šola, Slaven Krajačić, Dejan Vojnović, Jurica Grabušić, Alek Osmanović
  - četverosjed: 23. mjesto

### Nordijsko skijanje
- Maja Kezele
  - 10 km klasično: 66. mjesto
  - 15 km Pursuit (7.5 + 7.5): 64. mjesto
  - sprint: nije se kvalificirala za 2 utrku
- Alen Abramović
  - 15 km klasično: 82. mjesto
  - sprint: nije se kvalificirao za 2 utrku
- Damir Jurčević
  - 15 km klasično: 71. mjesto
  - sprint momčadski: 11. mjesto – 19:43.1
  - sprint: nije se kvalificirao za 2 utrku
- Denis Klobučar
  - 15 km klasično: 67. mjesto
  - 30 km Pursuit (15+15): 65. mjesto
  - sprint momčadski: 11. mjesto – 19:43.1
  - sprint: nije se kvalificirao za 2 utrku

### Skeleton
- Nikola Nimac
  - skeleton: 26. mjesto

### Umjetničko klizanje
- Idora Hegel
  - kratki program: 17. mjesto – 47.06
  - slobodni program: 19. mjesto